# Campionato europeo femminile under 19 di calcio 2010
Il Campionato europeo femminile under 19 di calcio 2010 è stato la 13ª edizione, comprese le prime quattro giocate da formazioni Under-18, del torneo che, organizzato con cadenza annuale dall'Union of European Football Associations (UEFA), è riservato alle rappresentative nazionali di calcio femminile giovanili dell'Europa le cui squadre sono formate da atlete al di sotto dei 19 anni d'età, in questo caso dopo il 1º gennaio 1991.
La fase finale si disputò nella Repubblica di Macedonia dal 24 maggio al 5 giugno 2010, riproponendo la formula della precedente edizione che vedeva ammesse otto squadre, con la nazionale del paese organizzatore qualificata direttamente.
La finale, giocata all'Arena Philip II di Skopje, si disputò tra le formazioni di Francia e Inghilterra, inedita fino a quell'edizione, con le prime in grado di superare le avversarie per 2 reti a 1 entro i tempi regolamentari e aggiudicandosi così per la seconda volta, dopo l'edizione di Germania 2003, il trofeo continentale.

## Qualificazioni
Le qualificazioni prevedevano due fasi. Nella prima, disputata tra il 19 e il 24 settembre 2009, 44 squadre sono state divise in 11 gironi di 4. Le prime due classificate di ogni girone e la migliore terza si sono qualificate per la seconda fase, a cui era ammessa direttamente la Germania, prima nel ranking UEFA. Le 24 squadre rimaste sono state divise in 6 gironi di 4. Gli incontri si disputarono tra il 27 marzo e il 1º aprile 2010. Le vincitrici di ogni girone e la migliore seconda classificata si sono qualificate per la fase finale.

### Squadre qualificate
La seguente tabella riporta le otto nazionali qualificate per la fase finale del torneo, con le informazioni relative ai precedenti tornei compresi i quattro Under-18.
| Nazionale   | Metodo di qualificazione        | fasi finali disputate | Ultima qualificazione | Migliore risultato nel torneo            |
| ----------- | ------------------------------- | --------------------- | --------------------- | ---------------------------------------- |
| Macedonia   | Ospitante                       | 1                     | -                     | Debutto                                  |
| Inghilterra | Vincitrice fase élite, Gruppo 1 | 7                     | 2009                  | Campione (2009)                          |
| Francia     | Vincitrice fase élite, Gruppo 2 | 10                    | 2009                  | Campione (2003)                          |
| Germania    | Vincitrice fase élite, Gruppo 3 | 13                    | 2009                  | Campione (2000, 2001, 2002, 2006 e 2007) |
| Spagna      | Vincitrice fase élite, Gruppo 4 | 8                     | 2008                  | Campione (2004)                          |
| Paesi Bassi | Vincitrice fase élite, Gruppo 5 | 3                     | 2006                  | Fase a gironi (2003 e 2006)              |
| Italia      | Vincitrice fase élite, Gruppo 6 | 7                     | 2008                  | Campione (2008)                          |
| Scozia      | Migliore 2ª fase élite          | 3                     | 2008                  | Fase a gironi (2005 e 2008)              |

## Fase finale
Le sette nazionali promosse dal secondo turno di qualificazione insieme alla Macedonia, nazione ospitante, furono sorteggiate in due gruppi da quattro squadre, con le prime due di ogni gruppo qualificate per le semifinali.

### Fase a gironi

#### Girone A
| Squadra     | G | V | P | S | GF | GS | DR | P.ti |
| ----------- | - | - | - | - | -- | -- | -- | ---- |
| Germania    | 3 | 3 | 0 | 0 | 11 | 3  | +8 | 9    |
| Inghilterra | 3 | 2 | 0 | 1 | 6  | 4  | +2 | 6    |
| Italia      | 3 | 0 | 1 | 2 | 5  | 9  | −4 | 1    |
| Scozia      | 3 | 0 | 1 | 2 | 5  | 11 | −6 | 1    |

| Arbitro: | Esther Azzopardi |

|             |           |                                        |
| Beattie 67’ | Marcatori | 20’ Duggan 34’ Christiansen 72’ Coombs |

| Arbitro: | Rhona Daly |

|                                                   |           |           |
| Malinowski 15’ Kayikçi 25’ Bagehorn 34’ Simon 47’ | Marcatori | 59’ Mason |

| Arbitro: | Sofia Karagiorgi |

|              |           |                                                          |
| Dempster 66’ | Marcatori | 45+2’, 69’, 90+1’ Knaak 25’ (rig.) Kleiner 90+2’ Doppler |

| Arbitro: | Petra Chuda |

|                         |           |           |
| Duggan 87’ Bruton 90+1’ | Marcatori | 6’ Vitale |

| Arbitro: | Esther Azzopardi |

|                                    |           |                             |
| Bonansea 17’ Franco 22’ Vitale 27’ | Marcatori | 20’ Ewens 64’, 73’ Dempster |

| Arbitro: | Katalin Kulcsár |

|              |           |                       |
| Bruton 45+1’ | Marcatori | 12’ Doppler 40’ Knaak |

#### Girone B
| Squadra     | G | V | P | S | GF | GS | DR  | P.ti |
| ----------- | - | - | - | - | -- | -- | --- | ---- |
| Paesi Bassi | 3 | 3 | 0 | 0 | 11 | 0  | +11 | 9    |
| Francia     | 3 | 2 | 0 | 1 | 7  | 3  | +4  | 6    |
| Spagna      | 3 | 1 | 0 | 2 | 6  | 3  | +3  | 3    |
| Macedonia   | 3 | 0 | 0 | 3 | 1  | 19 | −18 | 0    |

| Arbitro: | Karolina Radzik-Johan |

|  |           |                                                                       |
|  | Marcatori | 38’ Galan 53’ del Rio 81’ Ferez 85’ Losada 87’ Buceta 90+2’ Beristain |

| Arbitro: | Sofia Karagiorgi |

|                           |           |  |
| van Dongen 8’ Martens 35’ | Marcatori |  |

| Arbitro: | Rhona Daly |

|  |           |                                                                          |
|  | Marcatori | 1’, 66’ Martens 10’, 45’ Lewerissa 23’, 56’ Koopmans 79’ van de Wetering |

| Arbitro: | Katalin Kulcsár |

|  |           |               |
|  | Marcatori | 69’ Le Garrec |

| Arbitro: | Petra Chuda |

|                                                             |           |                 |
| Makanza 12’, 40’ Catala 14’ Barbetta 15’, 88’ Le Garrec 72’ | Marcatori | 66’ N. Andonova |

| Arbitro: | Karolina Radzik-Johan |

|  |           |                            |
|  | Marcatori | 37’ van Dongen 39’ Martens |

### Fase a eliminazione diretta
|  | Semifinali  | Semifinali  | Semifinali  |             |         | Finale  | Finale | Finale |  |
|  |             |             |             |             |         |         |        |        |  |
|  | Germania    | Germania    | 1(3)        |             |         |         |        |        |  |
|  | Germania    | Germania    | 1(3)        |             |         |         |        |        |  |
|  | Francia     | Francia     | 1(5)        |             |         |         |        |        |  |
|  | Francia     | Francia     | 1(5)        |             | Francia | Francia | 2      |        |  |
|  |             |             |             |             | Francia | Francia | 2      |        |  |
|  |             |             | Inghilterra | Inghilterra | 1       |         |        |        |  |
|  | Paesi Bassi | Paesi Bassi | Inghilterra | Inghilterra | 1       | 0(4)    |        |        |  |
|  | Paesi Bassi | Paesi Bassi |             |             |         |         |        |        |  |
|  | Inghilterra | Inghilterra | 0(5)        |             |         |         |        |        |  |

#### Semifinali
| Arbitro: | Esther Azzopardi |

|                                 |                      |                                        |
| Malinowski 37’                  | Marcatori            | 28’ Barbance                           |
| Bagehorn Kleiner Elsig Beckmann | Tiri di rigore 3 – 5 | Torrent Catala Le Garrec Rubio Crammer |

| Arbitro: | Katalin Kulcsár |

|                                              |                      |                                             |
| Jansen Worm Martens van Dongen van der Gragt | Tiri di rigore 4 – 5 | Nobbs Christiansen Holbrook Bonner Flaherty |

#### Finale
| Arbitro: | Karolina Radzik-Johan |

|                        |           |              |
| Lavaud 29’ Crammer 55’ | Marcatori | 25’ Holbrook |

| Francia | Inghilterra |

| FRANCIA:             |    |                   |  |     |
|                      |    |                   |  |     |
| P                    | 16 | Laëtitia Philippe |  |     |
| D                    | 14 | Inès Jaurena      |  |     |
| D                    | 4  | Kelly Gadéa (c)   |  |     |
| D                    | 5  | Adeline Rousseau  |  |     |
| D                    | 3  | Caroline La Villa |  |     |
| C                    | 10 | Solène Barbance   |  | 59’ |
| C                    | 6  | Léa Rubio         |  |     |
| C                    | 15 | Amélie Barbetta   |  |     |
| A                    | 7  | Marina Makanza    |  | 59’ |
| A                    | 9  | Pauline Crammer   |  | 80’ |
| A                    | 17 | Rose Lavaud       |  |     |
| Sostituzioni:        |    |                   |  |     |
| D                    | 2  | Annaïg Butel      |  | 59’ |
| C                    | 11 | Léa Le Garrec     |  | 59’ |
| A                    | 8  | Camille Catala    |  | 80’ |
| Allenatore:          |    |                   |  |     |
| Jean-Michel Degrange |    |                   |  |     |

| INGHILTERRA:  |    |                     |  |     |
|               |    |                     |  |     |
| P             | 1  | Rebecca Spencer     |  |     |
| D             | 2  | Lindsey Cunningham  |  |     |
| D             | 5  | Lucia Bronze        |  |     |
| D             | 6  | Gemma Bonner        |  |     |
| D             | 3  | Gilly Flaherty (c)  |  | 62’ |
| C             | 4  | Abbie Prosser       |  |     |
| C             | 7  | Isobel Christiansen |  | 77’ |
| C             | 10 | Jessica Holbrook    |  |     |
| C             | 8  | Jordan Nobbs        |  |     |
| A             | 11 | Demi Stokes         |  |     |
| A             | 9  | Toni Duggan         |  |     |
| Sostituzioni: |    |                     |  |     |
| A             | 18 | Rebecca Jane        |  | 62’ |
| A             | 17 | Lauren Bruton       |  | 77’ |
| Allenatore:   |    |                     |  |     |
| Mo Marley     |    |                     |  |     |

| Ufficiali di gara - Guardalinee: - Petruta Iugulescu (Romania) - Monica Lokkeberg (Norvegia) - Quarto uomo: Rhona Daly (Irlanda) |

## Marcatrici
4 gol
- Turid Knaak
- Lieke Martens

3 gol
- Rebecca Dempster

2 gol
- Lauren Bruton
- Toni Duggan
- Amélie Barbetta
- Léa Le Garrec

- Marina Makanza
- Annika Doppler
- Kyra Malinowski
- Francesca Vitale

- Merel van Dongen
- Kirsten Koopmans
- Vanity Lewerissa

1 gol
- Isobel Christiansen
- Laura Coombs
- Jessica Holbrook
- Solène Barbance
- Camille Catala
- Pauline Crammer
- Rose Lavaud
- Marie-Louise Bagehorn

- Hasret Kayikçi
- Valeria Kleiner
- Carolin Simon
- Barbara Bonansea
- Michela Franco
- Marta Mason
- Nataša Andonova
- Mauri van de Wetering

- Jennifer Beattie
- Sarah Ewens
- Naiara Beristain
- Ana Buceta
- Carolina Ferez
- Maria Galan
- Victoria Losada
- Irene del Rio